# Bylazora infumata
Bylazora infumata är en fjärilsart som beskrevs av Felder 1874. Bylazora infumata ingår i släktet Bylazora och familjen mätare. Inga underarter finns listade i Catalogue of Life.